# Пьеро Глупый
Пье́ро ди Лоре́нцо де Ме́дичи (итал. Piero di Lorenzo de' Medici), прозванный Пьеро Глупым, или Невезучим (15 февраля 1472, Флоренция — 28 декабря 1503, Флоренция) — старший сын Лоренцо Великолепного, фактический правитель Флоренции с 1492 года до его изгнания из республики в 1494 году.

## Биография
Пьеро ди Лоренцо был старшим сыном Лоренцо Великолепного (1449—1492) и Клариче Орсини; брат Джованни Медичи (в будущем ставшего кардиналом, а затем папой римским Львом X).
С самого рождения Пьеро готовили к будущему правлению республикой. Воспитывал юного наследника Анджело Полициано, в то время известный поэт и гуманист при дворе Медичи. Однако, несмотря на полученное блестящее образование, Пьеро, слабый как личность и бесхарактерный в политических вопросах, не смог справиться с возложенной на него ролью.
В 1492 году после смерти отца Пьеро возглавил Флорентийскую республику. После относительно короткого мирного периода, хрупкое равновесие между итальянскими городами, в своё время с трудом достигнутое Лоренцо, снова начало раскачиваться. Король Франции, Карл VIII, решил перейти через Альпы с армией, с намерением вступить в наследственные права над Неаполем.
Приходу Карла VIII в Италию всячески содействовал Лодовико Сфорца: после смерти Джана Галеаццо Сфорца, герцога Миланского, Лодовико официально признали новым герцогом, чего не мог принять Неаполитанский король Альфонсо II, который имел наследственные права на Миланское герцогство. Таким образом, используя покровительство французов, Лодовико пытался оградить себя от опасности со стороны Альфонсо II.
Карл VIII тем временем продвигался вглубь Апеннин, по направлению к Неаполю. Для этого ему предстояло пройти через Тоскану, а также оставить здесь часть своих войск, обеспечивая, тем самым, надёжную связь с Миланским герцогством и прикрывая свои тылы. Пьеро попытался сохранить политический нейтралитет, но это было неприемлемо для Карла, который уже готовил вторжение во Флоренцию. Поняв, что ему придётся сопротивляться, Пьеро теперь искал поддержки среди флорентийцев, но получил её крайне мало. Во Флоренции в то время активно проповедовал Джироламо Савонарола, который своими гневными религиозными речами настраивал народ против Медичи, и, между прочим, так успешно, что в конце концов даже двоюродные братья Пьеро перешли на сторону Карла.
Пьеро Медичи, лишённый всякой поддержки, быстро уступал политическим требованиям Карла, в то время как французы брали крепость за крепостью, окружая город. Пьеро ди Лоренцо было теперь опасно оставаться во Флоренции, страдавшей от влияния Савонаролы; яростная толпа в конце концов изгнала Пьеро Медичи из города, вместе с семьёй, как изменника; фамильный дворец был разграблен, а представителям этой династии не разрешалось возвращаться на родину до 1512 года. Форма республиканского правления была восстановлена, а фактическим правителем Флоренции стал Джироламо Савонарола.
Пьеро ди Лоренцо, не без помощи Филиппа де Коммина, сбежал в Венецию, где начал вынашивать планы вернуться во Флоренцию и снова получить власть в свои руки. Для этого он заключает союз с Карлом VIII. Медичи также поддерживал герцог Миланский, Лодовико Сфорца, недовольный обличительными проповедями Савонаролы, кардиналы Асканио Сфорца и Мариано Дженнацио, позднее к ним присоединился и сам папа римский.
Однако восстановить власть Пьеро Медичи так и не удалось. В 1503 году в битве при реке Гарильяно Пьеро утонул во время неудачной попытки бегства (французы проиграли в этой битве).

## Интриги Флорентийского двора
В 2007 году тела Анджело Полициано, наставника Пьеро Медичи, и Пико делла Мирандолы, известного итальянского мыслителя (оба умерли в 1494 году), были эксгумированы из монастыря св. Марка. Группа учёных под руководством Джорджо Группиони, профессора антропологии из Болоньи, использовала последние современные технологии в области биологических исследований, с намерением выяснить, как жили эти люди, и что послужило причиной их смерти. Из результатов судебно-медицинской экспертизы было выявлено, что, скорее всего, оба они умерли от отравления мышьяком.
По одной из версий заказчиком этих двух убийств вполне мог быть Пьеро Медичи. Главным доводом историков послужил тот факт, что оба они, особенно в последние годы жизни, испытывали влияние идей Джироламы Савонаролы, а сам Пико делла Мирандола был близким другом проповедника (именно он пригласил доминиканского монаха во Флоренцию), главного врага Пьеро в борьбе за власть в республике. Исполнителем убийства (только в случае Пико делла Мирандолы) мог быть секретарь Пико — Кристофоро да Казальмаджоре. И в самом деле, последний позже признался, что якобы дал Пико лекарство, потому что тот был болен.

## Семья
В 1488 году Пьеро Медичи женился на Альфонсине Орсини, дочери Роберта Орсини, графа Тальякоццо. Двое детей:
- Лоренцо II Медичи, герцог Урбинский (12 сентября 1492 — 4 мая 1519).
- Клариче Медичи (1493 — 3 мая 1528); муж — Филиппо Строцци Младший (1488—1538).